# Municipio de Elysian (Dakota del Norte)
El municipio de Elysian (en inglés, Elysian Township) es una subdivisión administrativa del condado de Bottineau, Dakota del Norte. Según el censo de 2020, tiene una población de 41 habitantes.
Abarca un área exclusivamente rural.

## Geografía
Está ubicado en las coordenadas 48°40′7″N 100°35′30″O / 48.66861, -100.59167 (48.668814, -100.591759). Según la Oficina del Censo de los Estados Unidos, tiene una superficie total de 92,83 km², de la cual 92,65 km² corresponden a tierra firme y 0,18 km² es agua.

## Demografía
Según el censo de 2020, hay 41 personas residiendo en la zona. La densidad de población es de 0,44 hab./km². El 97,56% % son blancos y el 2,44% es de una mezcla de razas. No hay hispanos o latinos viviendo en el área.

## Gobierno
El municipio está gobernado por una Junta de Supervisores integrada por tres miembros y un tesorero.